# Tunisian Saudi Bank
La Tunisian Saudi Bank, anciennement Société tuniso-saoudienne d'investissement et de développement (STUSID, 1981-2017) puis Stusid Bank (2017-2018), est une banque tunisienne fondée le 30 mai 1981 au terme d'une convention signée entre les gouvernements tunisien et saoudien. Elle est dotée d'un capital de 100 millions de dinars équitablement réparti entre les deux gouvernements.
À la suite de la loi n°65-2001 du 10 juillet 2001, relative aux établissements de crédit, elle se transforme en 2005 en une banque universelle, marquant ainsi une nouvelle ère dans son histoire.
Le groupe Stusid Bank est composé de sociétés opérant dans différents secteurs : financier, immobilier, agricole, industriel et commercial.

## Secteur financier
- Société tuniso-saoudienne de recouvrement (TSR)
- Société tuniso-saoudienne de participation et de placement (TSPP)
- Société tuniso-saoudienne de participation et d'investissement (TSPI)
- Société tuniso-saoudienne d'intermédiation (TSI)

## Secteur immobilier
- Société de développement et d'aménagement touristique de Tabarka (Montazah Tabarka)
- Société immobilière tuniso-saoudienne (SITS)
- Société d'aménagement de Sfax El Jadida (SASEJ)

## Secteur agricole
- Société de mise en valeur du domaine agricole « Lakhmes » (SMVDA « Lakhmes »)
- Société de mise en valeur du domaine agricole « Sidi Saad » (SMVDA « Sidi Saad »)
- Société Floralia

## Secteur industriel et commercial
- Société El Kanaouet
- Société industrielle de textiles (SITEX)
- Tuniso-saoudienne de Trading (TST)